# Tecnofinanza
La tecnofinanza o tecnologia finanziaria (in inglese financial technology o fintech) è la fornitura di prodotti e servizi finanziari attraverso le più avanzate tecnologie dell'informazione e della comunicazione (ICT). Vista la loro natura altamente tecnologica, le imprese tecnofinanziarie sono generalmente nuove imprese che fondano la loro stessa filosofia di affari sulle ICT, contrapponendosi a quello più tradizionale delle aziende già esistenti.

## Definizione e diffusione di tecnofinanza
Non c'è consenso sulla definizione di tecnofinanza; una revisione delle definizioni pubblicata nel 2016 sintetizza varie definizioni accademiche pubblicate nel corso degli ultimi quaranta anni come "una nuova industria finanziaria che applica la tecnologia per migliorare le attività finanziarie".
I servizi a cui può applicarsi la tecnofinanza sono, sostanzialmente, tutte quelle della finanza tradizionale, dalle transazioni e pagamenti all'intermediazione finanziaria, fino alla gestione del rischio finanziario e alle valute elettroniche (ad esempio il Bitcoin).
La tendenza di crescita della tecnofinanza è esponenziale: dai 930 milioni di $ di valore del 2008, il settore è arrivato ai 12 miliardi di $ del 2014, e si contano oggi circa 4000 imprese tecnofinanziarie attive. Sempre secondo una stima dell'Osservatorio Fintech & Insurtech, nel 2018 erano 1210 le startup internazionali operanti nel settore finanziario, con una preponderanza in Cina e Stati Uniti.
Con la rivoluzione fintech in atto, dunque, è ragionevole ritenere che gli istituti finanziari, così come conosciuti nei primi anni del millennio, sono destinati a scomparire, se ciò non è già accaduto.
In ogni caso il tratto non è così netto. Non si vuole sostenere che le banche tradizionali improvvisamente svaniranno. Bensì il processo è più sottotraccia, con una profonda trasformazione nel modo di gestire ed offrire i servizi al pubblico, mediante una radicale evoluzione dei processi aziendali.

## Tecnofinanza in Italia
Il 25% della popolazione italiana tra i 18 e i 74 anni ha utilizzato almeno una volta un servizio della tecnofinanza. Tra questi figurano il mobile payment, i trasferimenti di denaro peer-to-peer, i servizi per la gestione del bilancio familiare, i chat bot, il finanziamento partecipativo, il social lending e il prelievo senza carta.
Nella legge di bilancio 2018 dello stato italiano: bilancio di previsione dello Stato per l'anno finanziario 2018 e bilancio pluriennale per il triennio 2018-2020 - (17G00222) (GU Serie Generale n.302 del 29-12-2017 - Suppl. Ordinario n. 62) legge nr 205 - sono state introdotte le prime norme relative ai prestiti peer-to-peer. Il legislatore aveva inizialmente previsto anche la creazione di un ente governativo di Regulatory Fintech Hub e di un Ente nazionale Fintech.
A partire dal 2018 si è verificato in Italia un boom di crescita per gli investimenti nella tecnofinanza, con conseguente sviluppo di nuovi player che hanno puntato su un adeguamento dei servizi di pagamento, risparmio e investimento alle esigenze dei nativi digitali. Tra le app italiane fintech con maggior numero di download si sono segnalate, in particolare, ScuolaPay di GrowishPay, Gimme5 di AcomeA SGR, Satispay e Hype di Banca Sella.

## Ambiente
Possiamo parlare di aree più attive dell'ambiente fintech quelle che sono specifiche o ruotano attorno ai seguenti ambiti:
- Le criptovalute ed il denaro elettronico, le ICO (initial coin offering).
- Tecnologie della blockchain, non solo Bitcoin, ma anche Ethereum, Waves, Monero.
- La tecnologia DLT (distributed ledger technology) ossia archivi i cui dati sono pubblici su una rete di computer, e senza la necessità di un registro centrale.
- Smart contract (spesso utilizzando la blockchain), programmi che eseguono automaticamente contratti tra acquirenti e venditori.
- Open banking, appoggiato alla blockchain, applicazioni che creano un servizio tramite una rete connessa di istituzioni finanziarie e fornitori di terze parti.
- La sicurezza informatica, tramite lo stoccaggio decentralizzato di dati, e sistemi antifrode.

### Ulteriori possibili sviluppi
- Insurtech, tecnologia per semplificare il settore assicurativo.
- Regtech, per soddisfare le regole di conformità del settore dei servizi finanziari vedi AML, KYC anti frode in particolare dopo al crisi del 2008. Regtech è costituito da un gruppo di aziende che utilizzano la tecnologia per aiutare le aziende a conformarsi alle normative in modo efficiente ed economico.
- algoritmi per automatizzare la consulenza sugli investimenti per ridurre i costi e aumentare l'accessibilità.
- Servizi non bancari (underbanked), destinati ad individui svantaggiati o che sono ignorati dalle imprese bancarie e di servizi finanziari tradizionali.
- Proptech, che rappresenta l'applicazione delle tecnologie digitali nel settore immobiliare. Questo settore include soluzioni come la gestione delle proprietà tramite piattaforme digitali, l'automazione dei processi di vendita e locazione, e l'uso di intelligenza artificiale per l'analisi e la valutazione immobiliare[16].

## Aree chiave
La tecnologia finanziaria è stata utilizzata per automatizzare l'assicurazione, il commercio e la gestione del rischio. I servizi possono provenire da vari fornitori di servizi indipendenti, inclusi almeno una banca o un assicuratore autorizzati. L’interconnessione è abilitata tramite API aperte e open banking ed è supportata da regolamenti come la Direttiva Europea sui Servizi di Pagamento.
Nel trading sui mercati di capitali, le innovative piattaforme di trading elettronico facilitano il commercio online e in tempo reale. Le reti di social trading permettono agli investitori di osservare il comportamento commerciale dei loro colleghi e dei trader esperti e di seguire le loro strategie di investimento sui cambi di valuta e mercati di capitali. Le piattaforme richiedono una conoscenza minima o nulla dei mercati finanziari, e sono state descritte come degli innovatori che forniscono "un’alternativa economica e sofisticata ai gestori patrimoniali tradizionali" dal Forum economico mondiale.
I robo advisor sono una classe di consulenti finanziari automatizzati che forniscono consulenza finanziaria o gestione degli investimenti online con un intervento umano che va dal moderato al minimo. Forniscono consulenza finanziaria digitale basandosi su regole matematiche o algoritmi, e quindi possono fornire un’alternativa più economica rispetto ai consulenti umani.
L’investimento globale nella tecnologia finanziaria è aumentato di più del 2200% da 930 milioni di dollari nel 2008 a più di 22 miliardi di dollari nel 2015. La nascente industria della tecnologia finanziaria a Londra ha assistito ad una rapida crescita negli ultimi anni, secondo quanto dichiarato dall’ufficio del Sindaco di Londra. Il 40% della forza lavoro della città di Londra si occupa di servizi finanziari e tecnologici.
In Europa, sono stati investiti 1,5 miliardi di dollari in società di tecnologia finanziaria nel 2014, con società con sede a Londra che hanno ricevuto 539 milioni di dollari, società con sede ad Amsterdam 306 milioni di dollari, e società con sede a Stoccolma che hanno ricevuto 266 milioni di dollari in investimenti. Dopo Londra, Stoccolma è la seconda città più finanziata in Europa negli ultimi 10 anni. Le operazioni commerciali di tecnofinanza in Europa hanno raggiunto un picco nel quinto trimestre, da 37 nel quarto trimestre del 2015 a 47 nel primo trimestre del 2016. La Lituania sta iniziando a diventare il centro nordeuropeo per le società di tecnologia finanziaria a seguito dell’uscita del Regno Unito dall'Unione europea. Secondo le statistiche, la Lituania ha rilasciato 51 licenze fintech dal 2016, incluse 32 dallo scorso anno. In Italia, secondo il capo del dipartimento vigilanza bancaria e finanziaria della Banca d'Italia, Carmelo Barbagallo, «Fintech rappresenta un fondamentale strumento di innovazione e una occasione di business da cogliere. Può viceversa costituire una seria minaccia qualora le banche non riescano a sfruttarne appieno le potenzialità, lasciando ampio spazio ai nuovi concorrenti, in primo luogo ai giganti della tecnologia (Google, Apple, Facebook, Amazon, Alibaba) da tempo affacciatisi sul mondo del credito e della finanza».
Nella regione Asia Pacifico la crescita vedrà un nuovo centro di tecnologia finanziaria che verrà aperto a Sydney, nell’aprile del 2015. Secondo il KPMG, il settore dei servizi finanziari di Sydney nel 2017 crea il 9% del PIL nazionale ed è maggiore rispetto ai settori dei servizi finanziari di Hong Kong o Singapore. Un laboratorio di innovazione tecnologica finanziaria è stato lanciato a Hong Kong nel 2015. Nel 2015, l’Autorità Monetaria di Singapore ha lanciato un’iniziativa denominata Fintech e un Information Group per attirare startup da tutto il mondo. Si è impegnato a spendere 225 milioni di dollari nel settore tecnofinanziario durante i prossimi cinque anni.

## Tecnologie
Le aziende tecnologico-finanziarie fanno uso di intelligenza artificiale, big data, automazione dei processi robotici (RPA) e della blockchain. Gli algoritmi di intelligenza artificiale possono fornire informazioni sulle abitudini di spesa dei clienti, consentendo agli istituti finanziari di comprendere meglio i propri clienti. I chatbot sono un altro strumento basato sull'intelligenza artificiale che le banche stanno iniziando a utilizzare per aiutare con il servizio clienti. I big data possono prevedere gli investimenti dei clienti e i cambiamenti del mercato al fine di creare nuove strategie e portafogli, analizzare le abitudini di spesa dei clienti, migliorare il rilevamento delle frodi e creare strategie di marketing.